# Les Enfants intemporels
Les Enfants intemporels (The Timeless Children) est le dixième et dernier épisode de la douzième saison de la seconde série télévisée britannique Doctor Who. Il est diffusé le 1er mars 2020 sur BBC One.
Il est précédé par l'épisode L'Ascension des Cybermen et est le deuxième volet du deuxième double-épisode de Chris Chibnall, le producteur-exécutif de Doctor Who depuis 2018.
Le titre de l'épisode fut mal adapté dans les DVDs distribués par FranceTV puisque le pluriel est oublié et le titre se retrouve nommé "L'Enfant intemporel" et ce, malgré une traduction correcte dans le générique de ce même épisode.

## Accroche
Après le retour de Gallifrey dans l'épisode précédent, les compagnons du Docteur vont s'évertuer à survivre face aux Cybermen. Pendant ce temps, le Maître entend montrer au Docteur le mensonge sur lequel l'histoire de Gallifrey et de leurs vies se basent...

## Résumé
Le Maître persuade le Docteur de le rejoindre sur Gallifrey, où il la force à entrer dans la Matrice. Il lui montre l'histoire secrète de Gallifrey et de ses habitants, les Shobogans. Tecteun, une exploratrice de l'espace, a trouvé un "enfant intemporel" avec la capacité de régénération. Elle adopta l'enfant et l'étudia, réussissant à greffer sa capacité de régénération aux Shobogans, les transformant en Seigneurs du Temps ; ils choisirent de limiter à douze le nombre de régénérations d'un Seigneur du Temps. Le Maître révèle que le Docteur est "l'enfant intemporel". Tecteun et l'enfant ont été enrôlés dans une organisation clandestine appelée la Division, dont les détails ont été expurgés de la Matrice. Les souvenirs du Docteur ont ensuite été effacés, avant l'enfance dont elle se souvient ; il n'en reste que des bribes, masquées sous l'histoire d'un irlandais.
Avec le Docteur piégé dans la Matrice, le Maître attire Ashad sur Gallifrey et le rétrécit avec son éliminateur de compression de tissus, s'emparant ainsi du Cyberium. Grâce à ses connaissances et aux corps des Seigneurs du Temps qu'il a tués à son arrivée sur Gallifrey, le Maître crée une race de Cybermen qui se régénèrent, dans le but de les utiliser pour prendre le contrôle de l'univers. Dans la Matrice, une vision du Docteur Fugitif redonne au Docteur la foi en elle-même. Le Docteur s'échappe en surchargeant la Matrice avec tous les souvenirs de ses incarnations passées.
A bord du Cyber-porteur, Bescot est tué, tandis que Yaz et Graham réussissent à se cacher de l'invasion des Cybermen dans des armures cybernétiques vides. Ils sauvent ensuite la vie de Ryan, Ethan et Ko Sharmus des forces cybermen envoyées sur la planète par Ashad. Le groupe se réunit et accepte de traverser le portail vers Gallifrey.
Le Docteur se réunit avec ses compagnons et découvre que le corps miniaturisé d'Ashad contient une "particule de la mort" capable de détruire toute vie organique sur une planète. Le Docteur et ses amis font exploser le Cyber-porteur, détruisant l'armée d'Ashad et déjouant son complot de reconstruire le Cyber-Empire. Trouvant des TARDIS inutilisés, elle en programme un pour ramener ses alliés chez eux. Le Docteur prend l'un des explosifs de Ko Sharmus pour déclencher la particule. Elle est incapable de le déclencher lorsque le Maître l'incite à le faire, mais Ko Sharmus apparaît et le prend, en guise de pénitence pour n'avoir pas réussi à cacher le Cyberium de manière adéquate. Le Docteur s'échappe dans un autre TARDIS alors que l'explosion consume Gallifrey.
Les alliés du Docteur arrivent sur la Terre contemporaine dans leur TARDIS. Le Docteur pose l'autre TARDIS près du sien, mais alors qu'elle s'apprête à décoller, elle est arrêtée par les Judoon et téléportée dans une prison située à l'intérieur d'un astéroïde.

## Continuité
- Le Maître mentionne Borusa, enseignant à l'Académie, qui était apparu dans The Deadly Assassin en 1976 (Il était Cardinal titulaire du diplôme de Juriste), The Invasion of Time en 1978 (Il est devenu illégalement Lord Chancellor), Arc of Infinity en 1983 (Il est officiellement devenu Lord President de Gallifrey), The Five Doctors en 1983 (il veut obtenir l'immortalité de Rassilon). Borusa apparaît aussi dans des romans : Warmonger, Blood Harvest, The Eight Doctors et Engines of War.
- Le Maître parle de l'assassinat du Lord Président de Gallifrey dans le Panopticon. En effet, dans l'arc The Deadly Assassin, le Maître a assassiné le Lord Président et a fait accuser le Docteur.
- On revoit des images de toutes les anciennes incarnations du Docteur lorsque celle-ci essaie de détruire la Matrice sur Gallifrey, ainsi que le Docteur interprété par Jo Martin, les diverses incarnations de l'Enfant intemporel et les incarnations aperçues dans The Brain of Morbius (1976).
- Dans la Matrice, le Docteur se souvient de plusieurs incarnations du Maître, interprété par : Sacha Dhawan (2020), Michelle Gomez (2014-2017), John Simm (2007-2010, 2017), Derek Jacobi (2007), Eric Roberts (1996), Anthony Ainley (1981-1989), Peter Pratt (1976) et Roger Delgado (1971-1973).
- Dans les souvenirs du Docteur, on peut également voir plusieurs compagnons : Sarah Jane Smith, Rose Tyler, Mickey Smith, Martha Jones, Donna Noble, Wilfred Mott, Amy Pond, Rory Williams, River Song, Clara Oswald, et Bill Potts.
- Le Maître reprend à son compte le discours de Rasillon tel qu'il a été prononcé dans La Prophétie de Noël : « "...le jour du retour des Seigneurs du Temps, pour Gallifrey, pour la victoire, pour la Fin du Temps lui-même !" ».

## Distribution
Sauf indication contraire, les informations mentionnées dans cette section peuvent être confirmées par la base de données cinématographiques IMDb,  présente dans la section « Liens externes ».
- Jodie Whittaker : Treizième Docteur
- Mandip Gill : Yasmin Khan
- Tosin Cole : Ryan Sinclair
- Bradley Walsh : Graham O'Brien
- Sacha Dhawan : Le Maître
- Jo Martin : Le Docteur
- Julie Graham : Ravio
- Ian McElhinney : Ko Sharmus
- Patrick O'Kane (en) : Ashad
- Alex Austin : Yedlarmi
- Rhiannon Clements : Bescot
- Matt Carver : Ethan
- Seylan Baxter : Tecteun
- Kirsty Besterman (en) : Solpedo
- Paul Kasey : capitaine Judoon Pol-Kon-Don
- Nicholas Briggs (en) : voix des Cybermen
- Matthew Rohman, Simon Carew, Jen Davey, Jon Davey, Richard Highgate, Richard Price, Mickey Lewis, Matthew Doman, Paul Bailey : Cybermen

## Production

### Écriture
L'Enfant intemporel ("The Timeless Children") a été écrit par Chris Chibnall,. Plus de détails sur l'épisode furent annoncés dans Doctor Who Magazine numéro 548 au début de février 2020.

### Casting
Julie Graham a été sélectionnée pour le rôle de Ravio dans l'épisode. Ian McElhinney et Steve Toussaint ont été annoncés comme vedettes invitées dans le final en deux parties, L'Ascension des Cybermen ("Ascension of the Cybermen") / L'Enfant intemporel ("The Timeless Children") ; cependant, Toussaint n'apparaît pas dans cet épisode après que son personnage a été tué lors de l'épisode L'Ascension des Cybermen. Jo Martin reprend son rôle de l'épisode Le Contrat des Judoons ("Fugitive of the Judoon") comme regéneration du docteur.

### Tournage
Jamie Magnus Stone (en) a dirigé le 5e bloc des neuvième et dixième épisodes.

## Réception
Cet épisode a divisé la communauté des fans de Doctor Who. Certains trouvent que la révélation de celui-ci détruisait le lore du Whoniverse (nom donné à l'univers de la série, contraction de "Who" et de "universe"), et dénigrait le statut de Premier Docteur au Docteur campé par William Hartnell. Pour d'autres, elle rajoute du mystère dans l'histoire du Docteur qui devenait familière.